# Saison 1967-1968 du MC Alger
 (septembre 2022).
Si vous disposez d'ouvrages ou d'articles de référence ou si vous connaissez des sites web de qualité traitant du thème abordé ici, merci de compléter l'article en donnant les références utiles à sa vérifiabilité et en les liant à la section « Notes et références ».
 (septembre 2022).
- Si vous ne connaissez pas le sujet, laissez ce bandeau (vous pouvez alors contacter les auteurs).
- Si vous supprimez le contenu mis en cause (vous pouvez préalablement contacter les auteurs),

argumentez précisément cette suppression dans la page de discussion
(un manque de référence n'est pas un argument ; une recherche réelle de référence doit avoir été effectuée, être formellement documentée).
Cet article traite la saison 1967-1968 du Mouloudia d'Alger. Les matchs se déroulent essentiellement en Championnat d'Algérie de football de deuxième division 1967-1968, mais aussi en Coupe d'Algérie de football 1967-1968.

## L'accession en Nationale 1
Le mauvais recrutement de joueurs et la négligence de certains responsables du club qui décidèrent de mettre à l'écart des jeunes éléments auxquels on ne faisait pas confiance, préférant la reconduite des éléments atteints par la limite d'âge, n'apportèrent aucune contribution au Mouloudia qui commençait à battre de l'aile. À cette époque, les juniors du Mouloudia jouèrent les premiers rôles. Un bon parcours en championnat et en Coupe d'Algérie. L'arrivée de Ali Benfeddah était pour quelque chose dans la métamorphose du vieux club algérien. Il commença par intégrer au fur et à mesure des jeunes qui donnèrent entière satisfaction au rendement de l'équipe (ces jeunes étaient Betrouni, Chouchi, Maloufi, Berkani, Kaoua, Guedioura Moussa…).
Benfeddah s'en va, le relais fut pris par Hahad, grand joueur du club dans les années cinquante. En plus de l'héritage laissé par son prédécesseur et l'arrivée d'excellent joueurs tels que Tahir Hacéne, Cheikh… l'entraîneur Hahad, par son expérience mise à la disposition de ces jeunes, donna plus d'assises au Mouloudia. Le résultat est immédiat: Accession en Division nationale saison 1967-68.
Le MCA passa, donc, trois longues années en division inférieure. En raison d'une nouvelle formule de compétition (La nationale Deux faisant son apparition pour la première fois), le Mouloudia d'Alger qui se classera premier de la division d'honneur (avec 7 points d'avance sur l'USMA) ne retrouvera la nationale "une" que trois saisons après (1967/1968 avec un match historique à Tizi-Ouzou au début de l'été 1968 qui vit la montée du Doyen à sa vrai place, l'élite).

## Championnat

### Résultats
| Division 2 Journée 1 | USM Blida | 1-2 | MC Alger | Blida              |
|                      |           |     |          | Arbitrage : Lekhal |

| Division 2 Journée 2 | MC Alger | 2-0 | CR Témouchent | Bologhine              |
|                      |          |     |               | Arbitrage : Bencheriet |

| Division 2 Journée 3 | USM Setif | 0-1 | MC Alger | Stade Mohamed Guessab |
|                      |           |     |          | Arbitrage : Mokhtari  |

| Division 2 Journée 4 | MC Alger | 2-2 | AS Aïn M'lila | Bologhine             |
|                      |          |     |               | Arbitrage : Benzellat |

| Division 2 Journée 5 | SCM Oran | 0-1 | MC Alger | Oran |  |
|                      |          |     |          |      |  |

| Division 2 Journée 6 | MC Alger | 3-1 | USM Alger | Bologhine          |
|                      |          |     |           | Arbitrage : Fortas |

| Division 2 Journée 7 | MC Alger | 1-0 | JSM Tiaret | Bologhine          |
|                      |          |     |            | Arbitrage : Mezahi |

| Division 2 Journée 8 | JS Jijel | 2-0 | MC Alger | Jijel            |
|                      |          |     |          | Arbitrage : Daho |

| Division 2 Journée 9 | MC Alger | 1-1 | OMR | Bologhine         |
|                      |          |     |     | Arbitrage : Amara |

| Division 2 Journée 10 | MC Alger | 3-1 | MSP Batna | Bologhine              |
|                       |          |     |           | Arbitrage : Bendahmane |

| Division 2 Journée 11 | AS Khroub | 1-1 | MC Alger | Stade Abed Hamdani             |
|                       |           |     |          | Arbitrage : Abdelkader Aouissi |

| Division 2 Journée 12 | MC Alger | 2-1 | USM Blida | Bologhine           |
|                       |          |     |           | Arbitrage : Meddour |

| Division 2 Journée 13 | CR Témouchent | 1-0 | MC Alger | Témouchent Municipal |
|                       |               |     |          | Arbitrage : Mami     |

| Division 2 Journée 14 | MC Alger | 6-1 | USM Setif | Bologhine |  |
|                       |          |     |           |           |  |

| Division 2 Journée 15 | AS Aïn M'lila | 1-0 | MC Alger | Stade des frères Demène |  |
|                       |               |     |          |                         |  |

| Division 2 Journée 16 | MC Alger | 3-0 | SCM Oran | Bologhine             |
|                       |          |     |          | Arbitrage : Benamghar |

| Division 2 Journée 17 | USM Alger | 1-3 | MC Alger | Bologhine           |
|                       |           |     |          | Arbitrage : Lakehal |

| Division 2 Journée 18 | MC Alger | 1-0 | JS Jijel | Bologhine            |
|                       |          |     |          | Arbitrage : Settaoui |

| Division 2 Journée 19 | JSM Tiaret | 3-1 | MC Alger | Tiaret |  |
|                       |            |     |          |        |  |

| Division 2 Journée 20 | OMR | 1-2 | MC Alger | El Annasser        |
|                       |     |     |          | Arbitrage : Challa |

| Division 2 Journée 21 | MSP Batna | 4-2 | MC Alger | Batna            |
|                       |           |     |          | Arbitrage : Daho |

| Division 2 Journée 22 | MC Alger | 4-2 | AS Khroub | Bologhine |  |
|                       |          |     |           |           |  |

### Classement
| Place | Club          | Points | Joué | Victoire | Nul | Défaite | Buts pour | Buts contre | D i f f |
| ----- | ------------- | ------ | ---- | -------- | --- | ------- | --------- | ----------- | ------- |
| 1er   | MC Alger      | 53     | 22   | 14       | 3   | 5       | 41        | 14          | +17     |
| 2e    | JS Jijel      | 49     | 22   |          |     |         |           |             |         |
| 3e    | CR Témouchent | 49     | 22   |          |     |         |           |             |         |
| 4e    | JSM Tiaret    | 47     | 22   |          |     |         |           |             |         |

## Coupe d'Algérie
Le parcours du MC Alger en coupe d'Algérie 1967-1968 est :
| Coupe d'Algérie 1/32e de finale | MC Alger | 2-0 | MS Cherchel | Bologhine                      |
|                                 |          |     |             | Arbitrage : Abdelkader Aouissi |

| Coupe d'Algérie 1/16e de finale | MC Alger | 2-0 | OMR | Bologhine |  |
|                                 |          |     |     |           |  |

| Coupe d'Algérie 1/8e de finale | MC Alger | 1-3 | ES Setif | Benabdelmalek (Constantine) |  |
|                                |          |     |          |                             |  |

## Meilleurs buteurs
| Rang | Joueur         | Buts |
| ---- | -------------- | ---- |
| 1    | Aziz Oucif     | 12   |
| 2    | Omar Betrouni  | 9    |
| 3    | Hassen Tahir   | 8    |
| 4    | Zoubir Aouadj  | 6    |
| 5    | Chouchi        | 3    |
| 5    | Saou Mekidèche | 3    |